# Stipa velutina
Stipa velutina är en gräsart som beskrevs av Vickery, S.W.L. Jacobs och Joy Everett. Stipa velutina ingår i släktet fjädergrässläktet, och familjen gräs. Inga underarter finns listade i Catalogue of Life.